# Lilla Hajdes vät
Lilla Hajdes vät este o arie protejată (arie specială de conservare — SAC, sit de importanță comunitară — SCI) din Suedia întinsă pe o suprafață de 0,92 ha, integral pe uscat.

## Localizare
Centrul sitului Lilla Hajdes vät este situat la coordonatele 57°20′16″N 18°18′32″E / 57.3377°N 18.309°E.

## Înființare
Situl Lilla Hajdes vät a fost declarat sit de importanță comunitară în iulie 2009 pentru a proteja 1 specie de plante. Situl a fost protejat și ca arie specială de conservare în decembrie 2017.

## Biodiversitate
Situată în ecoregiunea boreală, aria protejată conține 2 habitate naturale: Taiga vestică, Mlaștini alcaline.
La baza desemnării sitului se află o specie protejată de  plante: Rhinanthus osiliensis.